# William Halse Rivers Rivers

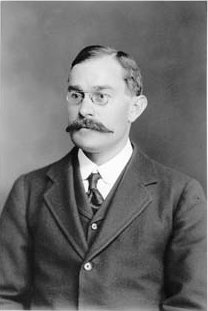
W. H. R. Rivers

William Halse Rivers Rivers (* 12. März 1864 Chatham; † 4. Juni 1922 Cambridge) war ein britischer Anthropologe, Ethnologe, Neurologe und Psychiater, der insbesondere für seine Arbeit mit traumatisierten Soldaten des Ersten Weltkriegs bekannt wurde. Sein bekanntester Patient war der Dichter Siegfried Sassoon. Aufmerksamkeit erregte er auch für seine Teilnahme an der von Alfred C. Haddon geleiteten Expedition zur Erforschung der Torresstraße (Torres-Straits-Expedition) von 1898 sowie seine anthropologischen Arbeiten zu Sippen und Blutsverwandtschaften.

## Leben
Rivers war der älteste Sohn von Henry Frederick Rivers (1830–1911) und Elizabeth Hunt (1834–1897). Seine Geschwister waren Bruder Charles Hay (1865–1939) und die Schwestern Ethel Marian (1867–1943) and Katharine Elizabeth (1871–1939). Die Familie entstammte der britischen gehobenen Mittelklasse, die zahlreiche Cambridge-Absolventen und Mitglieder der britischen Marine hervorgebracht hatte, von denen die bekanntesten der Seekadett Williams Rivers und sein Vater Gunner Rivers waren, die beide auf der Victory ihren Dienst verrichteten.
Rivers besuchte zunächst eine private Vorbereitungsschule in Brighton und von 1877 bis 1880 die Tonbridge School in Cambridge, wo er als begabter Schüler auffiel und Auszeichnungen in Alten Sprachen und für seine Gesamtleistung erhielt.
Der Familientradition entsprechend hätte auch Rivers an der Universität von Cambridge studieren sollen. Da er aber während seines letzten Schuljahres an Typhus erkrankte, konnte er sich nicht um ein Stipendium bewerben, und seine Familie war finanziell nicht in der Lage, ihm das Studium in Cambridge zu finanzieren.
Daher schrieb er sich Rivers an der Universität von London zum Medizinstudium ein und arbeitete am St. Bartholomäus Krankenhaus. Dass er sein Studium 1886 im Alter von 22 Jahren abschloss, macht ihn bis heute zum jüngsten Absolventen dieses Studienganges an der Universität von London.

## Werk
1887 heuerte Rivers als Schiffsarzt an und fuhr nach Nord-Amerika und Japan, 1888 arbeitete er in einem Krankenhaus in Chichester, 1889 erneut im St. Bartholomäus, 1890 in einer privaten Arztpraxis und 1891 am National Hospital Queen Square, wo er den Neurologen Henry Head kennenlernte. Zu jener Zeit entwickelte sich sein Interesse für die Psychologie. Im Alter von 24 Jahren veröffentlichte er erste Forschungsarbeiten und wurde Mitglied der Neurological Society of London.
Rivers unterbrach seine Tätigkeit in England um nach Deutschland zu reisen, wo er Deutsch lernte und sich in Jena mit experimenteller Psychologie und Philosophie befasste. Er gab bereits Vorlesungen an der Universität London in experimenteller Psychology, als er 1893 eine ihm angebotene Lehrstelle an der Universität Cambridge annahm. Er bereitete sich darauf vor, indem er im vorangehenden Sommer mit Emil Kraepelin in Heidelberg arbeitete. Rivers besonderes Forschungsinteresse, über das er auch in Cambridge lehren sollte, galt in der Vorkriegszeit den Sinnesorganen; er arbeitete als Forscher besonders an den Teilbereichen Farbsehen, optische Illusionen, Geräuschreaktionen und Wahrnehmungsprozesse. Erst 1912 baute Charles Samuel Myers mit Geld aus seinem privaten Vermögen ein Forschungslabor. 1904 war Rivers einer der Mitbegründer und Co-Herausgeber des British Journal of Psychology.

### Die Torres Strait Expedition
Rivers wissenschaftliches Ansehen wuchs stetig. 1898 brachte ihn Alfred Cort Haddon dazu als Anthropologe mit Charles Samuel Myers und William McDougall seinen ehemaligen Studenten, die als seine Assistenten für ihn arbeiteten, an der Forschungsreise zur Torres Strait teilzunehmen. Rivers untersuchte das Farbsehen der Einheimischen und stellte fest, dass sich dieses nicht von dem der Europäer unterschied. Aber er machte eine linguistisch interessante Beobachtung, nämlich, dass die Torres-Strait-Einwohner sprachlich nicht zwischen dem Blau des Himmels, dem Blau des Meeres und der tiefsten Dunkelheit unterschieden. Rivers begann auch genealogische Zusammenhänge aufzuzeichnen, die deutliche Unterschiede in ihren Gruppierungen zu den europäischen Klassifizierungen zeigten. Im Detail mögen uns die Ergebnisse dieser Forschungsarbeit heute überholt und unzutreffend erscheinen, aber dies war das erste Mal, dass Anthropologen nicht auf der Grundlage von Büchern ihre Erkenntnisse entwickelten. Die Reise war damit bahnbrechend für die Anthropologie. Rivers war 1900 nochmals an Untersuchungen zum Farbsehen, und zwar in Ägypten, beteiligt.
1907/08 reiste Rivers für Forschungen mit ethnologischem Schwerpunkt zu den Salomon-Inseln und anderen Inseln in Polynesien, genau so wie er 1914 nach Melanesien reiste, von wo er im März 1915 nach Europa zurückkehrte.

### Der Erste Weltkrieg
Rivers arbeitete im Royal Medical Corps als Arzt im Craiglockhart Krankenhaus bei Edinburgh. Er behandelte in diesem Krankenhaus Soldaten, deren Leiden seinerzeit als Shell Shock oder Kriegsneurose bezeichnet wurden und die nach heutigen Maßstäben in der Regel dem Bereich einer Posttraumatischen Belastungsstörung zuzurechnen sind.
Seine Behandlungsmethode war in doppelter Hinsicht ungewöhnlich für die Zeit, denn einerseits sah er entgegen dem vorherrschenden Denken der Zeit in den Leiden der Soldaten eine reale Krankheit und nicht Feigheit und er ermutigte sie auch, über ihre Erlebnisse im Krieg zu reden, statt sie zu ertragen und zu schweigen. Er wusste, dass er seinen Patienten eine Rückkehr in den Kriegsdienst nicht automatisch ersparen konnte, aber wollte ihren Willen nicht brechen. Rivers sah in den Leiden seiner Patienten den Ausdruck des Selbsterhaltungstriebs eines jeden Lebewesens und gründete seine Behandlung auf der Psychoanalyse, die er als einer der ersten Ärzte in Großbritannien als Methode anwendete.
Siegfried Sassoon und Wilfred Owen waren seine prominentesten Patienten im Craiglockhart Krankenhaus.

### Nachkriegszeit
Seine Position an der Universität Cambridge hatte Rivers im Krieg aufgegeben und er übernahm nur die speziell für ihn geschaffene Position des Praelector of Natural Science Studies, die er nach eigenem Gutdünken mit Leben füllen konnte. Er stimmte zu als Kandidat der Labour Partei in der Parlamentswahl 1922 anzutreten, starb aber vor der Wahl.